# Zoofilia
Zoofilia, do grego ζωον (zôon, "animal") e φιλία (filia, "amizade" ou "amor"), é uma parafilia definida pela atração ou envolvimento sexual de humanos com animais de outras espécies. Tais indivíduos são chamados zoófilos. Os termos zoossexual e zoossexualidade descrevem toda a gama de orientação humana/animal. Um outro termo, bestialidade, se refere ao ato sexual entre um humano e um animal não-humano.
Enquanto a zoofilia é legal em alguns países, não é explicitamente aceita, e na maioria dos países atos sexuais com animais são ilegais, sob as leis de abuso animal e crueldade contra os animais, e menos comum, crime contra a natureza. Há pessoas que não veem a zoofilia como antiético desde que não haja dano ou crueldade contra o animal, mas esta visão não é largamente compartilhada, pois a maioria defende que os animais, assim como as crianças, não são capazes de consentir emocionalmente tal ato.

## Teorias psicológicas
Algumas leituras da psicologia, fundamentada na Teoria Freudiana, classificam a Zoofilia como um transtorno da sexualidade humana. A Classificação Internacional de Doenças (CID-10), na categoria F65.8 (Outros Transtornos de Ordem Sexual) aborda a bestialidade. Nas leituras tradicionais a zoofilia é considerada como uma perversão sexual humana, associando-a a transtornos neuróticos, rudez, insensibilidade e grosseria aliada a um bloqueio afetivo de amor a um parceiro humano.
As associações diretas entre a zoofilia e transtornos neuróticos referenciados no artigo citado devem ser vistos com alguma ponderação: vários outros transtornos mentais foram revistos ao longo da história da psicologia. De acordo com as teorias modernas a zoofilia poderia ser considerada como um transtorno mental se causar um enorme sofrimento humano à pessoa que a pratica. Há de se considerar, contudo, que as relações sexuais entre seres humanos e seres animais não-humanos  poderiam ser vistas como uma forma de abuso animal como citam algumas leituras. Em contrapartida é bem conhecido que muitos jovens chegam a manter relações sexuais com animais em sua adolescência sem que isso possa ter qualquer apelo dramático.